# Albert Niemann
Albert Friedrich Emil Niemann (Goslar, 20 maggio 1834 – Goslar, 19 gennaio 1861) è stato un chimico e farmacista tedesco.
Fu assistente di Friedrich Wöhler. 

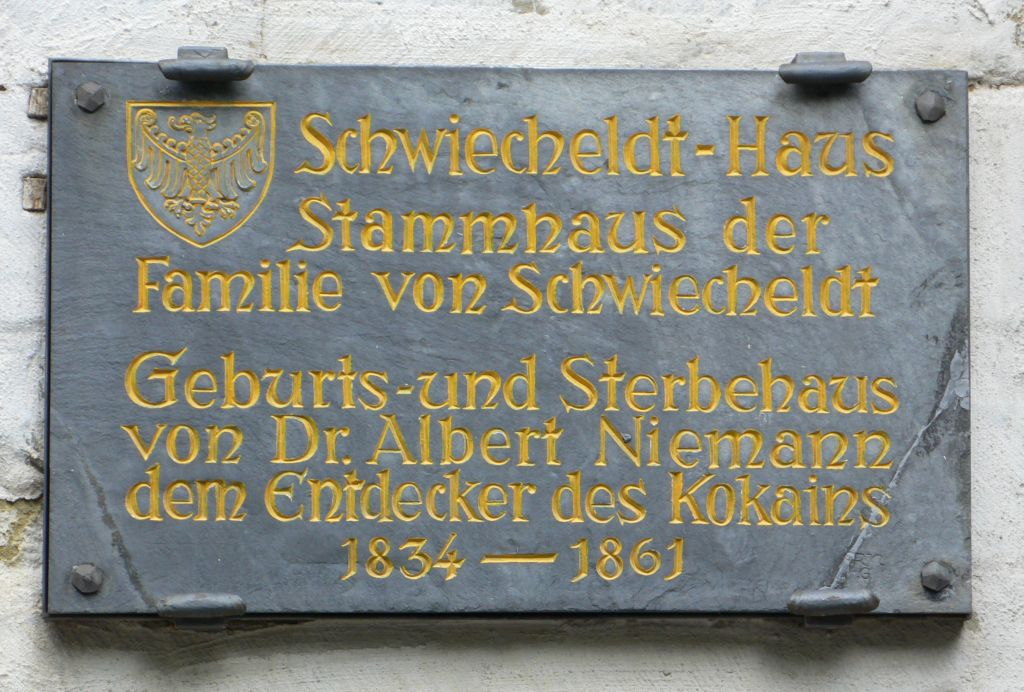
Targa commemorativa (Goslar)

Approfittando di una spedizione in America meridionale del dottor Karl von Scherzer, il quale riportò in Germania delle foglie di coca, Niemann isolò da queste nel 1859 la forma cristallina della cocaina, e, approfondendo i suoi studi, scoprì che il suo punto di fusione è 89 °C. 
Nel 1865 il suo collega Wilhelm Lossen stabilì la formula chimica della cocaina (C17H21NO4).
| Controllo di autorità | VIAF (EN) 88281133 · GND (DE) 138233993 |